# 费兰 (德国)
费兰是德国梅克伦堡-前波美拉尼亚州的一个市镇。总面积106.48平方公里，总人口2724人，其中男性1418人，女性1306人（2011年12月31日），人口密度26人/平方公里。